# Яново (Бродницький повіт)
Яново (пол. Janowo, нім. Hannen) — село в Польщі, у гміні Сведзебня Бродницького повіту Куявсько-Поморського воєводства.
Населення — 679 осіб (2011).
У 1975-1998 роках село належало до Торунського воєводства.

## Демографія
Демографічна структура станом на 31 березня 2011 року:
|          | Загалом | Допрацездатний вік | Працездатний вік | Постпрацездатний вік |
| -------- | ------- | ------------------ | ---------------- | -------------------- |
| Чоловіки | 350     | 91                 | 233              | 26                   |
| Жінки    | 329     | 82                 | 181              | 66                   |
| Разом    | 679     | 173                | 414              | 92                   |